# Gustav Gröber
Gustav Gröber, född 4 maj 1844, död 6 november 1911, var en tysk romanist.
Gröber var professor i Breslau 1874-80 och i Strassburg 1880-1909. Av Gröbers lärda avhandlingar märks Geschichte der romanischen Philologie, Übersicht über die lateinische Litteratur, Französische Litteratur, alla dessa i det av Gröber redigerade verket Grundriss der romanischen Philologie (2 band, 1886-1902), samt Vulgärlateinische Substrate romanischer Wörter (1884-1892). Gröber grundade även och var redaktör för Zeitschrift für romanische Philologie (1877-) och Biblotheca romanica (1905-). Hans lärdom och i synnerhet hans bibliografiska kännedom var beundransvärde, och hans kateder vid Strassburgs universitet samlade många dedicerade lärjungar.